# Abou El Hassan
Abou el Hassan (în arabă أبو الحسن) este o comună din provincia Chlef, Algeria.
Populația comunei este de 22.756 de locuitori (2008).